# Sopela Women's Team
El Sopela Women's Team (código UCI: SWT) es un equipo ciclista femenino profesional español  de categoría UCI Women's Team, máxima categoría femenina del ciclismo en ruta a nivel mundial.
A partir de la temporada 2018 el equipo cambia de nombre y patrocinador a cargo del Ayuntamiento de Sopela, quien pasa a coordinar todo el equipo deportivo así como su equipo filial.
El equipo no salió a las carreteras para la temporada 2024, debido a la obligatoriedad por parte de la Federación Española de Ciclismo de la profesionalización de las estructuras femeninas.

## Historia del equipo

### Primeros años
El equipo se creó para el 2009 y directamente se inscribió como profesional logrando la participación en pruebas prestigiosas como la Grande Boucle, a pesar de ello nunca ha conseguido su invitación para la carrera femenina por etapas más prestigiosa, el Giro de Italia Femenino, debido a que históricamente ha sido uno de los peores equipos del Ranking UCI. Sus mayores éxitos los ha conseguido en carreras de España de hecho en su primer año como profesional consiguieron el Campeonato de España de Ciclismo Contrarreloj a través de Débora Gálvez siendo el mayor logro del equipo durante sus dos primeros años.
De cara a lograr resultados internacionales destacados (puntos UCI) para conseguir la invitación al Giro de Italia en 2011 ficharon a Eneritz Iturriaga con experiencia en varios equipos extranjeros. Aunque debido a una lesión no pudo conseguir los resultados deseados. Ya al año siguiente no solo renovaron a Eneritz sino que ficharon a más corredoras extranjeras con el objetivo de entrar en el top-ten en alguna carrera profesional fuera de los campeonatos nacionales consiguiendo ese objetivo una vez en el Gran Premio Cholet-Pays de Loire Femenino donde Fanny Riberot fue octava.

### Destacando en carreras internacionales
Al año siguiente se produjo un cambio en la dirección deportiva entrando Jorge Sanz a dirigir el equipo que se sumaba al cambio de mentalidad que produjo la retirada de Eneritz Iturriaga que era la única ciclista nacional del equipo que destacaba a nivel internacional. En ese 2013 consiguieron aumentar esos resultados destacados en la Vuelta a Costa Rica 2013 con 3 corredoras entre las 10 primeras y poco después con el cuarto puesto de Fanny Riberot en el Gran Premio Cholet-Pays de Loire femenino. Además, Belén López consiguió a lo largo del año varios puestos de honor en carreras internacionales, como el décimo lugar en el Tour de Languedoc-Roussillon o el séptimo en el Tour Féminin en Limousin.
En 2014 continuaron con esa tendencia de fichar a corredoras de cierto nivel internacional fichando a la corredora Aude Biannic en parte gracias a los patrocinios secundarios de Centre Rhône-Alpes de l'Habitat y Les Carroz con el que consiguieron la invitación a pruebas francesas de prestigio como La Route de France.

### Dori Ruano como directora deportiva
De cara a una profesionalización completa de la estructura ficharon a un director deportivo experimentado como Aritz Arberas, sin embargo, ante la oferta que tuvo del Sky Dive Dubai Pro Cycling Team le dieron la carta de libertad y ficharon a Dori Ruano.

## Equipo filial
Para que las corredoras tuviesen un equipo intermedio entre la categoría juvenil y este equipo profesional, donde adquirir experiencia competitiva, en 2014 creó el filial de categoría amateur llamado Sopela-Ugeraga, patrocinado por el Ayuntamiento de Sopela.

## Material ciclista
El equipo utiliza bicicletas MMR, ruedas Nesta, cascos y gafas Spiuk y ropa Carletti Sportivo.
De hecho gracias a esa colaboración algunas ciclistas corren carreras de cyclo-cross enroladas en equipos patrocinados por esas marcas: Aida Nuño en el MMR-Spiuk y Alicia González y Lucía González en el Nesta-MMR.

## Sede
Su sede se encuentra en la Sociedad Deportiva Ugeraga (c/Trokabide s/n 48600, Sopelana).

## Clasificaciones UCI
La Unión Ciclista Internacional elabora el Ranking UCI de clasificación de los ciclistas y equipos profesionales. La clasificación del equipo y de su ciclista más destacada son las siguientes:
| Año  | Clasificación por equipos | Mejor corredora en la clasificación individual | Posición |
| 2009 | 26.º                      | Anne-Marie Schmidt                             | 252.ª    |
| 2010 | 24.º                      | Ester Alves                                    | 227.ª    |
| 2011 | 25.º                      | Ester Alves                                    | 221.ª    |
| 2012 | 30.º                      | Anna Potokina                                  | 141.ª    |
| 2013 | 26.º                      | Edith Guillén                                  | 111.ª    |
| 2014 | 22.º                      | Aude Biannic                                   | 57.ª     |
| 2015 | 22.º                      | Sheyla Gutiérrez                               | 68.ª     |
| 2016 | 40.º                      | Eider Merino                                   | 359.º    |
| 2017 | 31.º                      | Eider Merino                                   | 112.º    |

La Unión Ciclista Internacional también elaboraba el ranking de la Copa del Mundo de Ciclismo femenina de clasificación de los ciclistas y equipos profesionales en estas pruebas de un día. A partir de 2016 la UCI instauró el circuito profesional de máxima categoría, el UCI WorldTour Femenino sustituyendo a la Copa del Mundo, en el que también puntúan todos los equipos profesionales. La clasificación del equipo y de su ciclista más destacada son las siguientes (solo los años en los que tuvieron puntuación en este ranking):
| Año  | Clasificación por equipos | Mejor corredora en la clasificación individual | Posición |
| 2013 | 25.º                      | Alexia Muffat                                  | 100.ª    |
| 2014 | -                         | Fanny Riberot                                  | 61.ª     |
| 2015 | 31.º                      | Fanny Riberot                                  | 24.ª     |
| 2016 | -                         | -                                              | -        |

## Plantillas
Para años anteriores, véase Plantillas del Sopela Women's Team

### Plantilla 2023
| Integrantes del equipo 2023          | Integrantes del equipo 2023 | Integrantes del equipo 2023                     | Integrantes del equipo 2023 |
| Corredor                             | Fecha de nacimiento         | Equipo previo                                   |                             |
| ------------------------------------ | --------------------------- | ----------------------------------------------- | --------------------------- |
| Maitane Arana                        | 7 de enero de 2004          |                                                 |                             |
| Maria Banlles Santamaria             | 15 de septiembre de 2000    | Massi Tactic (2019)                             |                             |
| Alice Coutinho                       | 13 de septiembre de 2000    | Charente-Maritime (2020)                        |                             |
| Estela Domínguez (–9 de feb)         | 8 de noviembre de 2004      |                                                 |                             |
| Lur Florido                          | 20 de junio de 2003         |                                                 |                             |
| Nahia Imaz                           | 1 de agosto de 2004         |                                                 |                             |
| Sarah Kastenhuber                    | 11 de septiembre de 2002    | Team Stuttgart (2022)                           |                             |
| Allison Mrugal (27 de abr–31 de dic) | 21 de julio de 1996         |                                                 |                             |
| Florence Normand                     | 5 de enero de 2002          | Emotional.FR-Tornatech-GSC Blagnac VS 31 (2022) |                             |
| Muskilda Olortiz                     | 23 de marzo de 1982         | Vipeq-La Vaca Purpura (2022)                    |                             |
| Laia Puigdefabregas                  | 19 de septiembre de 2004    |                                                 |                             |
| Agustina Reyes                       | 5 de octubre de 1998        |                                                 |                             |
| Virginia del Arco                    | 26 de marzo de 1985         |                                                 |                             |
|                                      |                             |                                                 |                             |
| Fuente: UCI                          |                             |                                                 |                             |

## Equipación
| 2009-2011 | 2012-2014 | 2015 | 2016 |

## Ciclistas destacadas
| - Ester Alves (2010-2011) - Aude Biannic (2014) - Mélanie Bravard (2014) - Emile Blanquefort (2011-2012) - Emma Crum (2013) - Débora Gálvez (2009-2010) - Evelyn García (2015) - Leticia Gil (2009-2011) - Alicia González (2014-2016) - Lucía González (2010-2016) - Edith Guillén (2013) - Sheyla Gutiérrez (2013-2015) - Yulia Iliynikh (2012-2013) | - Eneritz Iturriaga (2011-2012) - Mélodie Lesueur (2014-2015) - Belén López (2009-2016) - Cristina Martínez (2015-2016) - Eider Merino (2013-2016) - Alexia Muffat (2013) - Aida Nuño (2014 -2015) - Anna Potokina (2012-2013) - Fanny Riberot (2009 -2015) - Anne-Marie Schmidt (2009-2011) - Elena Utrobina (2013) - Aurore Verhoeven (2014-2016) |

- En este listado se encuentran las ciclistas que hayan conseguido algún punto UCI para el equipo.